# Luc Rosenzweig
Pour les articles homonymes, voir Rosenzweig.
Luc Rosenzweig, né le 8 août 1943 à Bonneville et mort le 14 juillet 2018 à Lyon,,, est un essayiste et journaliste français, qui a collaboré à Libération et au Monde entre 1982 et 2002, puis au mensuel Causeur.

## Biographie

### Famille et études
Son père Rolf est un Juif communiste d'origine polonaise, qui a fui l'Allemagne en 1933, puis s'est installé à Lyon où il a épousé une haut-savoyarde qui lui donne deux enfants.
De 1965 à 1967, il est secrétaire général de la Mutuelle nationale des étudiants de France sous la présidence de Christian Blanc. Diplômé d'un CAPES de lettres classiques après avoir été élève en khâgne, il enseigne l'allemand au lycée.

### Carrière
Journaliste aux Nouvelles d’Orléans, il couvre la rumeur d'Orléans, selon laquelle des commerçants juifs enlèveraient des jeunes femmes dans les cabines d’essayage, pour des réseaux internationaux de prostitution, lui consacrant en 1977, avec Pierre Müller, le documentaire Fait divers.
En 1982, il entre à Libération, puis devient dès 1985 correspondant du journal Le Monde à Bonn, capitale de l'Allemagne de l'Ouest, où il revendique un brillant réseau, digne de celui de l'ambassade française. Nommé chef-adjoint du service étranger, puis correspondant à Bruxelles, il couvre les affaires européennes et l'OTAN, prenant position en faveur des Serbes dans les guerres de Yougoslavie et dénonçant en 1999 le « populisme alpin », de Jörg Haider en Autriche, Christoph Blocher en Suisse, Umberto Bossi en Italie ou Patrice Abeille en France, puis obtient du Monde, en 2000, une chronique quotidienne sur la télévision, où il égratigne Gérard Miller, qui « deviendrait alors à la télévision du XXIe siècle ce que Lichtenberg, l’inventeur du couteau sans lame auquel il manque le manche, fut à la philosophie allemande du XIXe siècle ».
Quittant Le Monde en 2002, il devient contributeur régulier du mensuel polémiste Causeur et ses billets sont publiés par le média israélien francophone militant Mena.

## Polémiques et prises de position

### Pédophilie
En avril 1979, militant à l'extrême gauche, il contribue au numéro très contesté de la revue Recherches, du CERFI, intitulé « Fous d’enfance. Qui a peur des pédophiles », consacré au « continent noir de l’érotique puérile », qui sera retiré de la circulation, et dont il est le coordinateur et le réalisateur, dans lequel des philosophes et écrivains, parmi lesquels Gabriel Matzneff et Guy Hocquenghem, réclament la dépénalisation des relations consenties entre adultes et mineurs de moins de 15 ans.

### Affaire al-Durah
Dans l'affaire Mohammed al-Durah, selon lui montée de toutes pièces, il fustige le journaliste Charles Enderlin de « négligence criminelle » l'accusant de « ne pas avoir recoupé ses sources ».

### Affaire Bruno Guigue
Le 18 mars 2008, il dénonceBruno Guigue, sous-préfet de Saintes, pour avoir rédigé sans la signer, sur le site internet oumma.com, une tribune intitulée « Quand le lobby pro-israélien se déchaîne contre l’ONU ». Il lui reproche de considérer « frappante (...) la ressemblance entre le Reich qui s’assied sur la SDN en 1933 et l’État hébreu qui bafoue le droit international depuis 1967 ». Dévoilant la fonction officielle de Bruno Guigue, il en appelle à une réaction de sa hiérarchie, obtenant, le 20 mars, un communiqué officiel du ministère de l'Intérieur annonçant la mise à pied de Bruno Guigue. Michèle Alliot-Marie précisant avoir réagi après avoir été « mise au courant » la veille, selon les termes du communiqué officiel.

### Acquittement de Pierre Goldman
Il prend fait et cause, dans Causeur pour le documentaire et le livre paru en 2006, contestant l'acquittement de Pierre Goldman en justice trente ans plus tôt.

### Syndicat de la magistrature
En avril 2013, il fustige une « chasse aux sorcières du Syndicat de la magistrature contre le journaliste de France2 Clément Weill-Raynal, dénonciateur de l'« affaire du « Mur des cons » », attitude du syndicat que Luc Rosenzweig dénonce.

### Manifeste des 343 salauds
En novembre 2013, il signe le « Manifeste des 343 salauds » publié par la revue Causeur, qui défend les hommes faisant appel aux services de prostituées.

## Ouvrages
- Fous d'enfance : qui a peur des pédophiles ? (avec plusieurs contributeurs dont Jean Danet, Françoise Dolto, André Dumargue, Bernard Faucon, Jean-Luc Hennig, Guy Hocquenghem, Gabriel Matzneff, Jean-Jacques Passay, René Schérer, Gilbert Villerot), revue Recherches, n° 37, 1979.
- Catalogue pour des Juifs de maintenant (avec plusieurs contributeurs dont Wladimir Rabi, Isy Morgensztern, Georges Perec, Elie Elmaleh, Henri Ostrowiecki, Gérard Rabinovitch, Henri Raczymow, Philippe Trétiack, Adam Biro, Robert Ouaknine, Pierre-André Taguieff), revue Recherches, n° 38, 1979. Il est l'initiateur de la revue de culture juive, Traces (les mêmes auxquels s'ajoutent Annette Wieviorka, Laurence Podselver, Jean Baumgarten, Ilan Flammer, Lazare Bitoun...)
- L'empire des mouchards : les dossiers de la Stasi (avec Yacine Le Forestier), éd. Jacques Berton, 1992.
- La France et Israël, une affaire passionnelle (avec Élie Barnavi), Perrin, 2002.
- Lettre à mes amis propalestiniens, Éd. de la Martinière, 2005.
- Ariel Sharon, Perrin, 2006.
- Parfaits espions : les grands secrets de Berlin-Est, avec Yacine Le Forestier, Éd. du Rocher, 2007.
- Nouvelle Encyclopédie de la Haute-Savoie, ouvrage coll., La Fontaine de Siloé, 2007.